# WASD

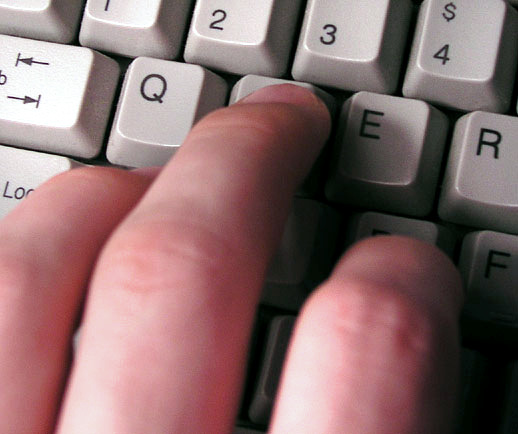
WASD con la relativa disposizione delle dita

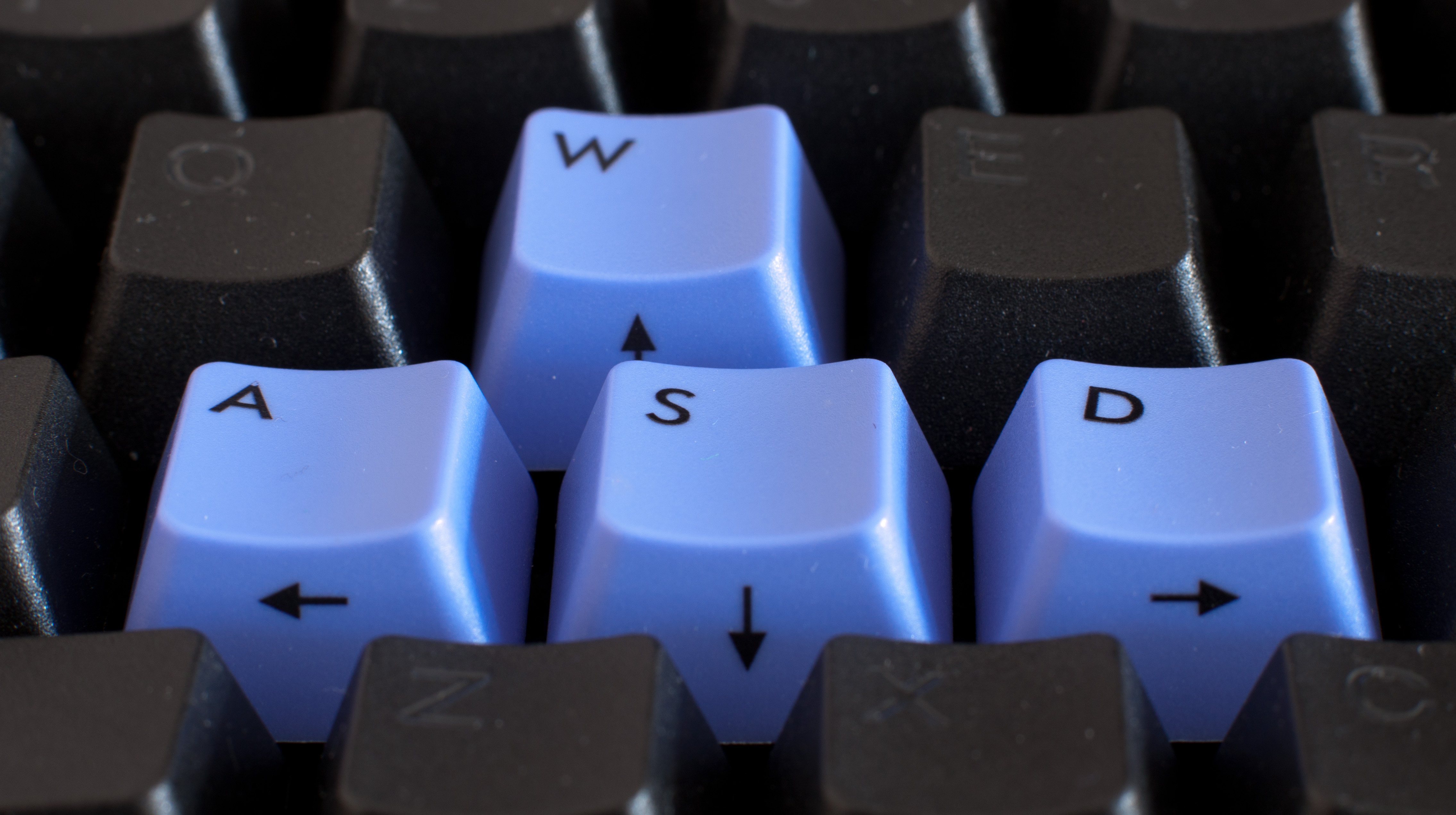
Un modello di tastiera che ha i tasti WASD appositamente evidenziati con un colore diverso

WASD è un metodo di controllo del movimento nei videogiochi basato sul gruppo di 4 tasti della tastiera di un personal computer composto dalle quattro lettere W, A, S e D. Essi sono disposti a T invertita come i tasti freccia e corrispondono nello stesso modo alle quattro direzioni.

## Utilizzo
Questi tasti sono spesso usati come controlli per lo spostamento (soprattutto nei generi con visuale in prima persona, come gli sparatutto in prima persona) nei videogiochi che richiedono l'uso contemporaneo del mouse e delle frecce direzionali per controllare il personaggio.
Infatti hanno una disposizione analoga ai quattro tasti freccia, ma, a differenza di questi ultimi, sono posizionati sul lato sinistro della tastiera, rendendo possibile impugnare il mouse (o usare i tasti freccia normali) con la mano destra e spostare il personaggio con la sinistra.
In questo caso W e S fanno muovere il personaggio avanti e indietro, mentre A e D indicano lo spostamento laterale (strafe) a sinistra e a destra. Il mouse è invece responsabile della rotazione su sé stesso del personaggio e della sua visuale. Questo sistema fu reso celebre da Doom e divenne uno standard.
L'uso di WASD comporta un altro vantaggio: con la stessa mano un giocatore può premere, con un po' di esercizio, diversi altri tasti circostanti, coprendo una porzione più consistente della tastiera rispetto a quella che si copre tenendo una mano sulle frecce, relativamente isolate dai tasti circostanti.
Tipicamente WASD può essere accompagnato dagli affidabili control e maiuscolo di sinistra (di uso comune nei giochi e raggiungibili con il mignolo mentre si tengono le altre dita su WASD), altre lettere come Q e E, i primi numeri, e soprattutto la molto usata barra spaziatrice.
Negli sparatutto in prima persona essi hanno spesso funzioni indispensabili come la ricarica dell'arma in uso.
Un altro possibile utilizzo è nel multigiocatore in locale sullo stesso computer: un giocatore usa i tasti freccia e l'altro i tasti WASD, abbastanza lontani da dare spazio simultaneo a due persone.

## Varianti
Sebbene WASD sia la configurazione largamente più comune, sono diffuse molte alternative con scelte differenti dei quattro tasti, tra cui ESDF (detta anche EDSF), leggermente spostata più a destra, oppure WADX (detta anche WAXD), che ha forma a croce anziché a T, come i tasti freccia alternativi sul tastierino numerico, e permette di tenere il pollice più in basso per premere X al posto di S.
Il nome WASD fa riferimento alla disposizione dei tasti sulla più diffusa tastiera QWERTY o sulla sua variante QWERTZ, mentre ad esempio sulla tastiera francese AZERTY l'equivalente di WASD è ZQSD.

## Storia
Un contributo importante all'affermazione di WASD venne dato probabilmente da Dennis Fong, un noto campione di Quake che lo utilizzava con successo nel 1997. L'autore John Carmack, in seguito a contatti diretti con Fong durante gli eventi videoludici, aggiunse poi la configurazione WASD come opzionale in Quake 2, chiamandola Thresh come il nomignolo di Fong. Un'altra svolta fu quando WASD venne introdotto come configurazione predefinita in Half-Life (1998), imitato poi da Quake 3 (1999) e molti altri. Quando fu impiegato da World of Warcraft (2004) era già ampiamente affermato.